# Fabián Vargas

Fabián Andrés Vargas (Bogotá, 17 de abril de 1981) es un exfutbolista colombiano que jugaba como volante derecho. Es hermano del también exjugador Iván Vargas. Actualmente y desde el año 2020 es panelista del canal televisivo ESPN Colombia.

## Trayectoria
Viene de un barrio en Bogotá llamado Policarpa Salavarrieta, donde comenzó su pasión por el fútbol. Estudio en el Instituto San Bernardo De la Salle. Empezó en el club bogotano Maracaneiros F.C y luego fue transferido al América de Cali. Como volante, se desempeñó en todas las funciones de mediocampista, y en 2003 llegó a  Boca Juniors, equipo con el que ganó, en ese mismo año, la Copa Intercontinental y el Torneo Apertura.

### Boca Juniors e Internacional
En 2004 y 2005 ganó la Copa Sudamericana. En este último obtuvo también la Recopa Sudamericana y el Torneo Apertura. En 2006, ganó el Torneo Clausura.
Después de jugar dos partidos en el Torneo Apertura, fue cedido a préstamo al Internacional de Porto Alegre en agosto del 2006 por un problema en el club. Sin embargo, en este nuevo equipo se hizo ídolo de la hinchada y se ganó la titularidad. Obtuvo la Copa Mundial de Clubes, pero no fue titular por venir recuperándose de una lesión. Tiempo después ganó la Recopa Sudamericana.
A mediados de 2007, terminó su préstamo y volvió a Boca Juniors, con el que alcanzó la fase semifinal de la Copa Libertadores de América en 2008. Ese año ganó la Recopa Sudamericana y el Torneo Apertura.

### U.D. Almería

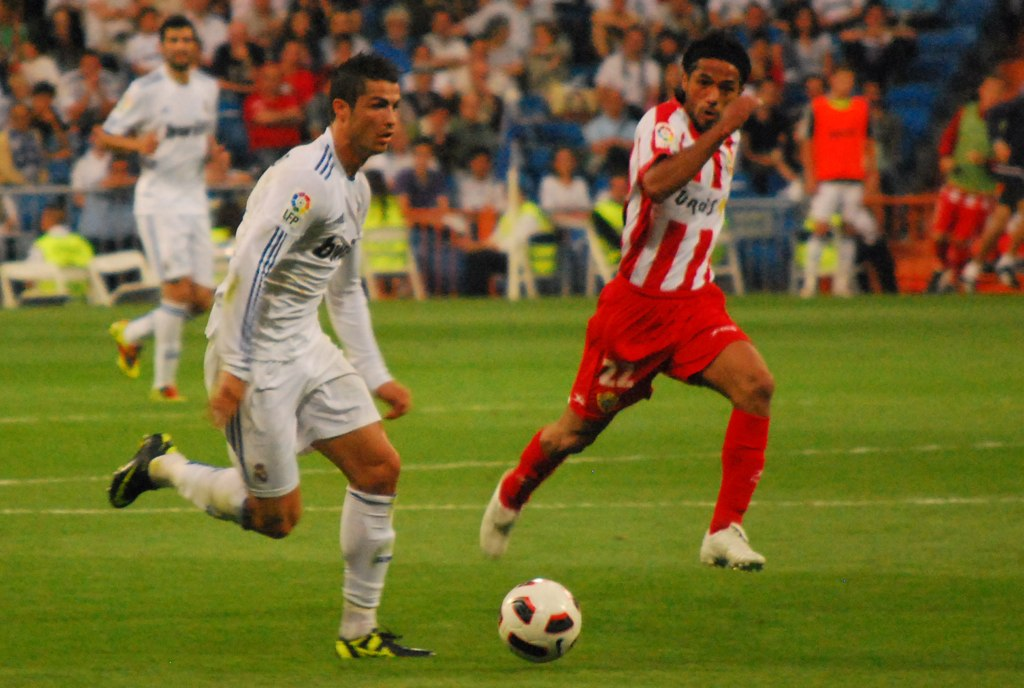
Fabián Vargas marcando a Cristiano Ronaldo, en un partido frente al Real Madrid.

El 17 de junio de 2009, la Unión Deportiva Almería anunció el fichaje del jugador que llegó con la carta de libertad. Para la temporada  2010 / 2011  luego de una fuerte lesión que lo marginó del cierre de las eliminatorias al mundial de Sudáfrica 2010 y el cierre de temporada con Almería, se consolidó en el medio campo de su escuadra teniendo la confianza de Juan Manuel Lillo Díez, y luego del entrenador José Luis Oltra. En un partido contra el Barcelona en la temporada 2010 / 2011 recibió ocho goles en contra. Fabián Vargas pidió las camisetas de los jugadores rivales para realizar una subasta a beneficio de los damnificados por las lluvias en su país (Colombia).
En 2011, se hizo oficial su traspaso al AEK Atenas Fútbol Club de la Super Liga de Grecia.

### AEK Atenas
El 26 de agosto de 2011, Fabián Vargas firmó oficialmente con Superleague Grecia gigantes Atenas en una oferta de 1 año para mantenerlo en el club hasta 2013.
Después de firmar con el AEK Vargas declaró: "Estoy muy feliz de haber firmado con el AEK Atenas. Estoy muy contento de que se me dará la oportunidad de jugar fútbol europeo ya que nunca he jugado en una competición europea antes. yo también soy feliz de que he firmado para uno de los equipos más grandes griegos y nuestro principal objetivo es ganar la liga y títulos".
Vargas anotó su primer gol con el AEK en su segunda aparición en Liga ante el Xanthi, por lo que el marcador 1-1 con un tiro increíble bicicleta. AEK ganó el partido 3-4.
En julio de 2012 Vargas aceptó haber rescindido su contrato con AEK con el fin de pagar las deudas del club.

### C.A. Independiente

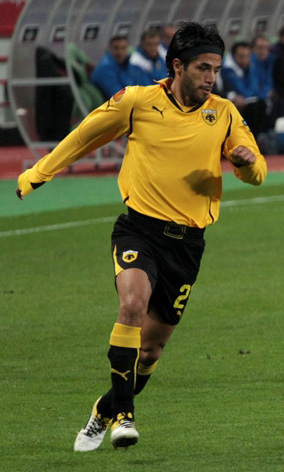
Fabián Vargas en 2011.

A fines de julio de 2012, regresó a Argentina para transformarse en jugador del Club Atlético Independiente. En el conjunto de Avellaneda fue titular en los partidos de la Copa Sudamericana contra Boca, en uno de los cuales sufrió un desgarro.
Su primer gol fue contra el Liverpool, en el partido de ida correspondiente a los octavos de final de la Copa Sudamericana. En el complemento participó en el segundo gol del Rojo, marcado por Paulo Rosales, para marcar el parcial 2-0. El partido finalizó favorable a Independiente 2-1 en el Libertadores de América.
En el juego de la novena fecha del Campeonato de Primera División contra Unión en Santa Fe, entró a los 18 minutos del primer tiempo por la lesión de  Jonathan Santana. Vargas fue clave para el triunfo del Rojo por 2-1, con una asistencia a Ernesto Farías.
Al finalizar la temporada, el 15 de junio de 2013, Independiente descendió a la segunda categoría. Días más tarde fue anunciado como posible nueva incorporación del Racing Club de Avellaneda, el clásico rival de su anterior club, para seguir jugando en Primera División en vistas de una eventual convocatoria para el Mundial 2014 con su Selección. Sin embargo, el 15 de julio se anunció que ese traspaso se frustró debido a las amenazas que recibió el jugador por parte de la barrabrava de Independiente.

### Barcelona S.C.
El jueves 18 de julio de 2013 se confirma la contratación de Vargas al Barcelona de Guayaquil, descartando de esta manera las ofertas que tenía para seguir jugando en el fútbol argentino por parte de Rosario Central, Estudiantes de la Plata y Racing de Avellaneda.

### Millonarios F.C.
En enero de 2014 se confirma la contratación del gran volante bogotano por Millonarios. El futbolista llega con la idea de ganar títulos con el club bogotano.

Marcaría el 17 de octubre su primer gol del Finalización 2015 y el tercero con los embajadores en la victoria 3-1 sobre Jaguares, marcando un gol de media distancia.

Se iría del club embajador en el Finalización 2015 después de dos años con 73 partidos jugados y 3 goles convertidos.

### La Equidad
Para junio del 2016 llega a La Equidad después de estar seis meses sin jugar. El 30 de mayo de 2017 marca su primer gol con el club en la victoria 3 a 2 de visitantes contra Bogotá F. C. por la Copa Colombia 2017.

## Selección nacional
Ha sido internacional con la Selección de Colombia desde 1999. Fue el segundo jugador más joven del equipo campeón de la Copa América de 2001, por unos días de diferencia con Mauricio Molina (nacido el 30 de abril de 1980). Disputó las eliminatorias para el Mundial de Alemania de 2006, pero su país no clasificó. El año siguiente formó parte de la nómina colombiana en la Copa América, siendo eliminados en primera ronda.
El 5 de septiembre de 2009, en un partido por la eliminatoria al Mundial de Sudáfrica 2010 contra Ecuador, sufrió una fractura de peroné y rotura de ligamento.

### Participaciones enCopas América
| Torneo                 | Sede                   | Resultado              | PJ | GA | Asis |
| ---------------------- | ---------------------- | ---------------------- | -- | -- | ---- |
| Copa América 2001      | Colombia               | Campeón                | 4  | 0  | 0    |
| Copa América 2007      | Venezuela              | Fase de grupos         | 2  | 0  | 0    |
| Total en Copas América | Total en Copas América | Total en Copas América | 6  | 0  | 0    |

### Participaciones enEliminatorias al Mundial
| Eliminatoria                            | Sede del Mundial       | Posición               | Resultado              | PJ | GA | Asis |
| --------------------------------------- | ---------------------- | ---------------------- | ---------------------- | -- | -- | ---- |
| Eliminatorias Mundial de Alemania 2006  | Alemania               | 6°lugar 24pts          | Eliminado              | 11 | 0  | 0    |
| Eliminatorias Mundial de Sudáfrica 2010 | Sudáfrica              | 7°lugar 23pts          | Eliminado              | 8  | 0  | 1    |
| Total en Eliminatorias                  | Total en Eliminatorias | Total en Eliminatorias | Total en Eliminatorias | 19 | 0  | 1    |

## Estadísticas
| Club                       | Div.          | Temporada     | Liga  | Liga  | Copas | Copas | Internacional | Internacional | Total | Total |
| Club                       | Div.          | Temporada     | Part. | Goles | Part. | Goles | Part.         | Goles         | Part. | Goles |
| -------------------------- | ------------- | ------------- | ----- | ----- | ----- | ----- | ------------- | ------------- | ----- | ----- |
| América de Cali · Colombia | 1.ª           | 1996-03       | 153   | 7     | -     | -     | 34            | 2             | 187   | 9     |
| América de Cali · Colombia | Total club    | Total club    | 153   | 7     | 0     | 0     | 34            | 2             | 187   | 9     |
| Boca Juniors Argentina     | 1.ª           | 2003-06       | 90    | 3     | -     | -     | 55            | 1             | 145   | 4     |
| Boca Juniors Argentina     | 1.ª           | 2007-09       | 90    | 3     | -     | -     | 55            | 1             | 145   | 4     |
| Boca Juniors Argentina     | Total club    | Total club    | 90    | 3     | 0     | 0     | 55            | 1             | 145   | 4     |
| Internacional · Brasil     | 1.ª           | 2006          | 3     | 0     | -     | -     | 2             | 0             | 5     | 0     |
| Internacional · Brasil     | 1.ª           | 2007          | 3     | 0     | -     | -     | 3             | 0             | 6     | 0     |
| Internacional · Brasil     | Total club    | Total club    | 6     | 0     | 0     | 0     | 5             | 0             | 11    | 0     |
| Almería · España           | 1.ª           | 2009-10       | 20    | 1     | 1     | 0     | -             | -             | 21    | 1     |
| Almería · España           | 1.ª           | 2010-11       | 10    | 0     | 7     | 0     | -             | -             | 17    | 0     |
| Almería · España           | Total club    | Total club    | 30    | 1     | 8     | 0     | 0             | 0             | 38    | 1     |
| AEK Atenas · Grecia        | 1.ª           | 2011-12       | 23    | 1     | -     | -     | 4             | 0             | 27    | 1     |
| AEK Atenas · Grecia        | Total club    | Total club    | 23    | 1     | 0     | 0     | 4             | 0             | 27    | 1     |
| Independiente Argentina    | 1.ª           | 2012-13       | 29    | 0     | -     | -     | 5             | 1             | 34    | 1     |
| Independiente Argentina    | Total club    | Total club    | 29    | 0     | 0     | 0     | 5             | 1             | 34    | 1     |
| Barcelona · Ecuador        | 1.ª           | 2013          | 9     | 0     | -     | -     | 2             | 0             | 11    | 0     |
| Barcelona · Ecuador        | Total club    | Total club    | 9     | 0     | 0     | 0     | 2             | 0             | 11    | 0     |
| Millonarios · Colombia     | 1.ª           | 2014          | 35    | 2     | 5     | 0     | 2             | 0             | 42    | 2     |
| Millonarios · Colombia     | 1.ª           | 2015          | 28    | 1     | 3     | 0     | -             | -             | 31    | 1     |
| Millonarios · Colombia     | Total club    | Total club    | 63    | 3     | 8     | 0     | 2             | 0             | 73    | 3     |
| La Equidad · Colombia      | 1.ª           | 2016          | 15    | 0     | 2     | 0     | -             | -             | 17    | 0     |
| La Equidad · Colombia      | 1.ª           | 2017          | 27    | 0     | 2     | 1     | -             | -             | 29    | 1     |
| La Equidad · Colombia      | 1.ª           | 2018          | 19    | 0     | 1     | 0     | -             | -             | 20    | 0     |
| La Equidad · Colombia      | Total club    | Total club    | 61    | 0     | 5     | 1     | 0             | 0             | 66    | 1     |
| Total carrera              | Total carrera | Total carrera | 464   | 15    | 21    | 1     | 107           | 4             | 592   | 20    |

### Selección nacional
| Selección                  | Temporada                  | Amistosos | Amistosos | Sudamérica1) | Sudamérica1) | Mundial | Mundial | Total | Total |
| Selección                  | Temporada                  | Part.     | Goles     | Part.        | Goles        | Part.   | Goles   | Part. | Goles |
| -------------------------- | -------------------------- | --------- | --------- | ------------ | ------------ | ------- | ------- | ----- | ----- |
| Mayores · Colombia         | 1999                       | 1         | 0         | —            | —            | —       | —       | 1     | 0     |
| Mayores · Colombia         | 2001                       | —         | —         | 4            | 0            | —       | —       | 4     | 0     |
| Mayores · Colombia         | 2003                       | —         | —         | 1            | 0            | —       | —       | 1     | 0     |
| Mayores · Colombia         | 2004                       | —         | —         | 4            | 0            | —       | —       | 4     | 0     |
| Mayores · Colombia         | 2005                       | 1         | 0         | 6            | 0            | —       | —       | 7     | 0     |
| Mayores · Colombia         | 2006                       | 6         | 0         | —            | —            | —       | —       | 6     | 0     |
| Mayores · Colombia         | 2007                       | 5         | 0         | 2            | 0            | —       | —       | 7     | 0     |
| Mayores · Colombia         | 2008                       | 1         | 0         | 4            | 0            | —       | —       | 5     | 0     |
| Mayores · Colombia         | 2009                       | 2         | 0         | 4            | 0            | —       | —       | 6     | 0     |
| Mayores · Colombia         | Total                      | 16        | 0         | 25           | 0            | 0       | 0       | 41    | 0     |
| Total Selecciones Colombia | Total Selecciones Colombia | 16        | 0         | 25           | 0            | 0       | 0       | 41    | 0     |

## Palmarés

### Campeonatos nacionales
| Título           | Club            | País      | Año    |
| ---------------- | --------------- | --------- | ------ |
| Primera A        | América de Cali | Colombia  | 2000   |
| Primera A        | América de Cali | Colombia  | 2001   |
| Primera A        | América de Cali | Colombia  | I-2002 |
| Primera División | Boca Juniors    | Argentina | A-2003 |
| Primera División | Boca Juniors    | Argentina | A-2005 |
| Primera División | Boca Juniors    | Argentina | C-2006 |
| Primera División | Boca Juniors    | Argentina | A-2008 |

### Copas internacionales
| Título                 | Equipo             | Sede         | Año  |
| ---------------------- | ------------------ | ------------ | ---- |
| Copa Merconorte        | América de Cali    | Bogotá       | 1999 |
| Copa América           | Selección Colombia | Colombia     | 2001 |
| Copa Intercontinental  | Boca Juniors       | Yokohama     | 2003 |
| Copa Sudamericana      | Boca Juniors       | Buenos Aires | 2004 |
| Recopa Sudamericana    | Boca Juniors       | Manizales    | 2005 |
| Copa Sudamericana      | Boca Juniors       | Buenos Aires | 2005 |
| Copa Mundial de Clubes | Internacional      | Yokohama     | 2006 |
| Recopa Sudamericana    | Internacional      | Porto Alegre | 2007 |
| Recopa Sudamericana    | Boca Juniors       | Buenos Aires | 2008 |